# Songs About Girls
Songs About Girls is het derde soloalbum van will.i.am. De originele titel van het album was Keep the Beeper. De eerste single die van het album werd uitgegeven was I Got It from My Mama. De titel van het album is geïnspireerd op Songs About Jane, van Maroon 5.

## Achtergrond
Will.I.Am beschrijft het album is semiautobiografisch. 'Verliefd worden, niet verliefd meer zijn, proberen opnieuw verliefd te worden, de liefde vernietigen en een nieuwe situatie maken, die reis maakt het uniek'. Het album is gebaseerd op een 7-jarige relatie die will.i.am heeft gehad.

## Track List
Dit zijn alle nummers die zijn opgenomen voor dit album:
1. Over 4:01
2. Heartbreaker 5:28
3. I Got It from My Mama 4:02
4. She's a Star (geproduceerd door Polow da Don) 3:48
5. Get Your Money 5:28
6. The Donque Song (met Snoop Dogg, geproduceerd door Fernando Garibay) 4:30
7. Impatient (featuring Dante Santiago) 4:17
8. One More Chance (geproduceerd door Fernando Garibay) 4:24
9. Invisible (geproduceerd door will.i.am en Paper-Boy) 3:57
10. Fantastic 3:26
11. Fly Girl 4:46
12. Dynamic Interlude 1:20
13. Ain't It Pretty (geproduceerd door Polow da Don) 4:36
14. Make It Funky 4:00
15. S.O.S. (Mother Nature) 4:18

### Bonustracks
1. Spending Money 3:57 (bonustrack Japan/Rusland/Taiwan/Engeland)
2. Mama Mia 3:39 (bonustrack Japan/Engeland)
3. Damn Damn Damn 4:28
4. will.i.am vs. Superblack (reservatie iTunes)

### Singles
1. I Got It from My Mama
2. One More Chance